# Kinh tế học gia đình
Kinh tế học gia đình áp dụng các khái niệm kinh tế như sản xuất, phân công lao động, phân phối và ra quyết định cho nghiên cứu về gia đình. Nó cố gắng giải thích các kết quả duy nhất cho gia đình — chẳng hạn như kết hôn, quyết định sinh con, khả năng sinh sản, đa thê, thời gian dành cho sản xuất trong nước và thanh toán của hồi môn bằng phân tích kinh tế.
Gia đình, mặc dù được Adam Smith trở đi công nhận là nền tảng, đã nhận được rất ít sự quan tâm có hệ thống trong kinh tế trước những năm 1960. Ngoại lệ quan trọng là Thomas Robert Malthus  với mô hình tăng dân số  và Friedrich Engels  với các tác phẩm tiên phong bàn về các cấu trúc của gia đình, với nội dung của Elgels thường được đề cập trong chủ nghĩa Mác và kinh tế học nữ quyền. Từ những năm 1960, kinh tế gia đình đã phát triển trong nền kinh tế chính thống, được thúc đẩy bởi kinh tế học gia đình mới bắt đầu bởi Gary Becker, Jacob Mincer và các sinh viên của họ. Các chủ đề tiêu chuẩn bao gồm:
- Lòng vị tha trong gia đình, bao gồm cả định lý đứa trẻ hư.[4]
- Sức khỏe và tỷ lệ tử vong của trẻ em.[5]
- Tổ chức gia đình, nền tảng, và cơ hội cho trẻ em.[6]
- Khả năng sinh sản và nhu cầu của trẻ em ở các nước phát triển và đang phát triển.[7][8][9]
- Vốn con người, an sinh xã hội, và sự lên xuống của các gia đình.[10]
- Tính di động giữa các thế hệ và bất bình đẳng,[11] bao gồm cả động lực chinh phục.[12]
- Mối quan hệ và đánh đổi 'số lượng' và 'chất lượng' của trẻ em thông qua đầu tư thời gian và các nguồn lực khác của cha mẹ.[13][14][15]
- Kinh tế vĩ mô của gia đình.[16][17][18]
- Lựa chọn bạn đời,[19] chi phí tìm kiếm, kết hôn, ly hôn và thông tin không hoàn hảo.[20]
- Phân chia lao động theo giới tính, thương lượng nội bộ hộ gia đình, và chức năng sản xuất hộ gia đình.[21]